# 鄧衍憙
鄧衍憙（？—？），江西省南昌府武寧縣人，清朝政治人物、同進士出身。

## 生平
光緒三年（1877年），参加丁丑科殿試，登進士三甲第103名。同年五月，經吏部掣簽，授即用知縣。光绪十三年五月，擔任清朝廣東省潮州府豐順縣知縣。后由烏爾興額接任。光绪十四年十一月回任。后由王耀曾接任。光绪二十年十一月回任。后由俞煥接任。